# Xin Pi
En aquest nom xinès, el cognom és Xin (辛).
Xin Pi (辛毗), nom estilitzat Zuozhi (佐治), va ser un ministre de Cao Wei durant el període dels Tres Regnes de la història xinesa. Originalment va estar servint al senyor de la guerra Yuan Shao durant el període de la tardana Dinastia Han. Xin Pi en tenia un germà major anomenat Xin Ping, el qual també servia sota Yuan Shao. Va canviar la seva lleialtat a Cao Cao després de la derrota de Yuan i va servir com un conseller de rellevància sota Cao Zhi i Cao Rui.